# Гранді-Флоріанополіс (мезорегіон)
Гранді-Флоріанополіс (порт. Mesorregião da Grande Florianópolis) — адміністративно-статистичний мезорегіон в Бразилії, входить в штат Санта-Катарина. Населення становить 939 064 чоловік на 2006 рік. Займає площу 6999,431 км². Густота населення — 134,2 чол./км².

## Склад мезорегіону
В мезорегіон входять наступні мікрорегіони:
1. Флоріанополіс
2. Табулейру
3. Тіжукас

| Бразилія | Це незавершена стаття з географії Бразилії. Ви можете допомогти проєкту, виправивши або дописавши її. |